# 대동 (양)
대동(大同, 535년 ~ 546년 4월)은 중국 양(梁) 무제]](武帝) 소연(蕭衍)의 다섯번째 연호이다. 11년 4개월 동안 사용하였다.
같은 시기에 사용된 다른 연호로는 동위(東魏)에서 사용한 천평(天平 : 534년 ~ 537년), 원상(元象 : 538년 ~ 539년), 흥화(興和 : 539년 ~ 542년), 무정(武定 : 543년 ~ 550년), 서위(西魏)에서 사용한 대통(大統 : 535년 ~ 551년)이 있다.

## 개원
- 중대통(中大通) 7년 1월 1일[1](535년 2월 18일)에 연호를 대동(大同)으로 개원함.[2][3][4][5]

- 대동(大同) 12년 4월 14일[6](546년 5월 29일)에 연호를 중대동(中大同)으로 개원함.[2][3][7][5]

## 연대 대조표
| 대동        | 원년            | 2년        | 3년        | 4년                 | 5년                 | 6년        | 7년        | 8년        | 9년             | 10년       |
| 서기        | 535년           | 536년      | 537년      | 538년               | 539년               | 540년      | 541년      | 542년      | 543년           | 544년      |
| 간지        | 을묘(乙卯)      | 병진(丙辰) | 정사(丁巳) | 무오(戊午)          | 기미(己未)          | 경신(庚申) | 신유(辛酉) | 임술(壬戌) | 계해(癸亥)      | 갑자(甲子) |
| 동위 (東魏) | 천평(天平) 2년  | 3년        | 4년        | 5년 원상(元象) 원년 | 2년 흥화(興和) 원년 | 2년        | 3년        | 4년        | 무정(武定) 원년 | 2년        |
| 서위 (西魏) | 대통(大統) 원년 | 2년        | 3년        | 4년                 | 5년                 | 6년        | 7년        | 8년        | 9년             | 10년       |
| 대동        | 11년            | 12년       |            |                     |                     |            |            |            |                 |            |
| 서기        | 545년           | 546년      |            |                     |                     |            |            |            |                 |            |
| 간지        | 을축(乙丑)      | 병인(丙寅) |            |                     |                     |            |            |            |                 |            |
| 동위 (東魏) | 무정(武定) 3년  | 4년        |            |                     |                     |            |            |            |                 |            |
| 서위 (西魏) | 대통(大統) 11년 | 12년       |            |                     |                     |            |            |            |                 |            |

## 동시대 연호

### 한국
신라(新羅)
- 건원(建元) (536년 ~ 551년)

### 중국
동위(東魏)
- 천평(天平) (534년 ~ 538년)
- 원상(元象) (538년 ~ 539년)
- 흥화(興和) (539년 ~ 542년)
- 무정(武定) (543년 ~ 550년)

서위(西魏)
- 대통(大統) (535년 ~ 551년)

고창국(高昌國)
- 장화(章和) (531년 ~ 548년)

기타 정권
- 유여승(劉蠡升) 신가(神嘉) (525년 ~ 535년)
- 선우침(鮮于琛) 상원(上願) (535년)
- 왕초촉(王迢觸)/조이룡(曹貳龍) 평도(平都) (536년)
- 유경궁(劉敬躬) 영한(永漢) (542년)

### 베트남
전 리 왕조(前李朝)
- 티엔득(天德) (544년 ~ 548년)

## 같이 보기
- 다른 왕조의 같은 연호
  - 요(遼, 거란) 대동(大同, 947년)
  - 일본(日本) 다이도(大同, 806년 ~ 810년)
  - 만주국(滿洲國) 대동(大同, 1932년 ~ 1934년)

- 중국의 연호 목록